# Saison 1 de Blue Bloods
Chronologie
Saison 2
Cet article présente le guide des épisodes de la première saison de la série télévisée américaine Blue Bloods.

## Distribution de la saison

### Acteurs principaux
- Tom Selleck (VF : Jacques Frantz) : Francis « Frank » Reagan
- Donnie Wahlberg (VF : Loïc Houdré) : Daniel « Danny » Reagan
- Bridget Moynahan (VF : Françoise Cadol) : Erin Reagan-Boyle
- Will Estes (VF : Anatole de Bodinat) : Jamison « Jamie » Reagan
- Len Cariou (VF : Thierry Murzeau) : Henry Reagan
- Jennifer Esposito (VF : Malvina Germain) : Jackie Curatola (dès l'épisode 4)[1]

### Acteurs récurrents
- Amy Carlson (VF : Josy Bernard) : Linda Reagan (femme de Danny)
- Sami Gayle (VF : Adeline Chetail) : Nicole « Nicky » Reagan-Boyle (fille de Erin Reagan-Boyle récemment divorcée)
- Tony et Andrew Terraciano (VF : Mathéo Dumond) : Jack et Sean Reagan (fils de Danny et Linda Reagan)
- Nicholas Turturro (VF : Mark Lesser) : Sergent Anthony Renzulli, coéquipier de Jamie
- Abigail Hawk (VF : Catherine Cipan) : Melissa Baker / « Beckie », la secrétaire de Frank
- Dylan Moore (VF : Olivia Nicosia) : Sydney Davenport, ex-fiancée de Jamie (6 épisodes)
- Bruce Altman (VF : Guy Chapellier) : Frank Russo, le maire (9 épisodes)
- Andrea Roth (VF : Rafaèle Moutier) : Kelly Davidson, journaliste[2] (5 épisodes)
- Robert Clohessy (VF : Serge Blumenthal) : Sergent Gormley (6 épisodes)
- James Nuciforo (VF : Gilduin Tissier) : Inspecteur Jim Nuciforo (épisodes 1 et 15)
- Yvonna Kopacz-Wright (VF : Marjorie Frantz) : Ava Hotchkiss (épisodes 2, 3, 5 et 7)
- Bobby Cannavale (VF : Constantin Pappas) : Charles Rossellini (épisodes 7, 12 et 14)
- Nick Sandow (VF : Philippe Vincent) : Lieutenant Alex Bello (épisodes 8, 20 à 22)
- Michael T. Weiss (VF : Nicolas Marié) : Sonny Malevsky, ancien coéquipier de Joe Reagan décédé en service (épisodes 11, 13, 21 et 22)
- Paige Turco : Détective Ryan[3] (épisode 14)
- Gregory Jbara (VF : Jean-François Kopf) : Garrett Moore, Chef Adjoint à l'Information(épisodes 20 et 21)

### Invités
- Kim Roberts : Juge Sylvia Water (épisode 1)
- Aja Naomi King : Denise Kranston (épisode 2)
- Victor Williams : Oliver Young (épisode 2)
- Melissa Benoist : Renée (épisode 3)
- Francis Capra : Pablo Torres (épisode 7)
- Michelle Krusiec : Nancy Wakefield (épisode 8)
- Caitlin Fitzgerald : Benita Jean (épisode 10)
- Andrea Navedo : Lydia Gonsalves (épisode 10)
- Gretchen Egolf : Ann Cleary (épisode 21)
- Michael Lewis : Todd Collins (épisode 11)
- Faran Tahir : Rahim Davi (épisode 13)
- Selenis Leyva : M.E. Craig (épisode 16)
- Joseph Sikora : Mark Phelan (épisode 17)
- Amanda Setton : Sylvia Montoya (épisode 18)
- Gbenga Akinnagbe : Pierre Dornet (épisode 20)

## Diffusion
- En France, la saison a été diffusée sur M6 du 16 février 2012 au 29 mars 2012.
- En Belgique, la saison a été diffusée sur RTL-TVI du 27 avril 2012 au 6 juillet 2012.
- Au Québec, la saison a été diffusée sur Séries+ du 3 janvier 2012 au 29 mai 2012.
- En Suisse, la saison a été diffusée sur TSR1 du 6 janvier 2011 au 18 mai 2011.

## Épisodes

### Épisode 1:Le Clan Reagan
- États-Unis /  Canada : 24 septembre 2010 sur CBS[4] / CTV
- Suisse : 6 janvier 2011 sur TSR1[réf. nécessaire]
- Québec : 3 janvier 2012 sur Séries+
- France : 16 février 2012 sur M6[5]
- Belgique : 27 avril 2012 sur RTL-TVI [6]

- États-Unis : 13,01 millions de téléspectateurs[7]
- Canada : 2,126 millions de téléspectateurs[8]

- Amy Carlson (Linda Reagan)
- Dylan Moore (Sydney Davenport)
- Tony Terranciano (Jack Reagan)
- Andrew Terraciano (Sean Reagan)
- Andrea Roth (Kelly Davidson)
- Nicholas Turturro (Sergent Anthony Renzulli)
- Bruce Altman (Frank Russo, le maire)
- Chanel Farrell (Maria Romano)
- Malachi Weir (Agent Cisco)
- Flex Alexander (Demarcus King)
- Richard Waugh (Ronald Banse)
- Paula Boudreau (Madame Banse)
- Marlene Renee Lawston (Nicky)
- Colleen Clinton (Agent Anderson)
- Alexandria Suarez (Teresa Campos)
- Steve Arbuckle (Oliver Peele)
- Ginger Busch (Whitney)
- David Anzuelo (Monsieur Campos)
- Sol Miranda (Madame Campos)
- Kim Roberts (Juge Sylvia Water)
- Michael Twaine (Callahan)
- Duane Murray (Dick Adelson)
- Gianpaolo Venuta (Jared)
- Martino Caputo (Sergent Mannato)
- Ho Chow (Détective)
- Rey Lucas (Reporter d'Univision)
- Robert G. McKay (Dave)
- Alex Fanuele (Boot Riley)

### Épisode 2:Le Bon Samaritain
- États-Unis /  Canada : 1er octobre 2010 sur CBS / CTV
- Suisse : 6 janvier 2011 sur TSR1
- Québec : 10 janvier 2012 sur Séries+
- France : 16 février 2012 sur M6
- Belgique : 27 avril 2012 sur RTL TVI

- États-Unis : 11,32 millions de téléspectateurs[9]
- Canada : 1,585 million de téléspectateurs[10]

- Yvonna Kopacz-Wright (Ava Hotchkiss)
- Amy Carlson (Linda Reagan)
- Andrea Roth (Kelly Davidson)
- Nicholas Turturro (Sergent Anthony Renzulli)
- Tony Terraciano (Jack Reagan)
- Andrew Terraciano (Sean Reagan)
- Carlton Byrd (Beau gosse / Steven Jackson)
- Abigail Hawk (Baker)
- Frankie Faison (Jeffords)
- Aja Naomi King (Denise Kranston)
- Robert Clohessy (Sergent Gormley)
- Saila Rao (Technicien)
- Hannah Hodson (Yolanda)
- Kareem Bedir Savinon (Dante Vandos)
- Colleen Clinton (Agent Anderson)
- Victor Williams (Oliver Young)
- Megan Byrne (Avocat)
- Michael Devine (Garde)
- Ian Bedford (Garde #2)
- Mike Havok (Victime du métro)
- Laurence Blum (Policier)

### Épisode 3:Le Loup et la Clef
- États-Unis /  Canada : 8 octobre 2010 sur CBS / CTV
- Suisse : 13 janvier 2011 sur TSR1
- Québec : 17 janvier 2012 sur Séries+
- France : 16 février 2012 sur M6
- Belgique : 4 mai 2012 sur RTL TVI

- États-Unis : 11,15 millions de téléspectateurs[11]
- Canada : 1,744 million de téléspectateurs[12]

- Yvonna Kopacz-Wright (Ava Hotchkiss)
- Andrea Roth (Kelly Davidson)
- Amy Carlson (Linda Reagan)
- Nick Turturro (Sergent Anthony Renzulli)
- Tony Terraciano (Jack Reagan)
- Andrew Terraciano (Sean Reagan)
- Dylan Moore (Sydney Davenport)
- Bruce Altman (Le maire)
- Robert Clohessy (Sergent Gormley)
- James Colby (Walter Ryder)
- James Preston (Blake Woods)
- Raul Casso (Sebastian Calso)
- Ronald Guttman (Claudio Calso)
- Florencia Lozano (Sophia Calso)
- Edward Cordiano (Vincent Harrah)
- Alexandra Metz (Courtney Thurman)
- Melissa Benoist (Renee)
- Lars Stevens (Pietro)
- Chris Fisher (Policier #1)
- Albert Christmas (Policier #2)
- Abigail Hawk (Baker)
- Philip Hoffman (Avocat)
- Brigitte Viellieu-Davis (Rosario)
- Lawrence Ballard (Willis)
- Alexis Suarez (Policier #3)

### Épisode 4:Tueur de flics
- États-Unis /  Canada : 15 octobre 2010 sur CBS / CTV
- Suisse : 13 janvier 2011 sur TSR1
- Québec : 24 janvier 2012 sur Séries+
- France : 23 février 2012 sur M6
- Belgique : 4 mai 2012 sur RTL TVI

- États-Unis : 10,39 millions de téléspectateurs[13]
- Canada : 1,937 million de téléspectateurs[14]

- Jennifer Esposito (Jackie Curatola)
- Amy Carlson (Linda Reagan)
- Nick Turturro (Sergent Anthony Renzulli)
- Tony Terraciano (Jack Reagan)
- Andrew Terraciano (Sean Reagan)
- Dylan Moore (Sydney Davenport)
- Sami Gayle (Nicky Reagan-Boyle)
- Michael Aronov (Ricky Vintano)
- David Lee Russek (Jimmy Costello)
- James Biberi (Dukajan Kola)
- Jamil Mena (Aide)
- Kate Skinner (Alice Ganley)
- George Sheffey (John Ganley)
- Joel Marsh Garland (Street Light Andy)
- Maggie Steele (Officier du NYPD)
- Robert John Burke (Hogan)
- Peter Jay Fernandez (Inspecteur)
- Robert Clohessy (Sergent Gormley)
- Todd Faulkner (Détective TARU)
- Joe Gately (Détective)
- Danny Hoch (Billy Leo)
- Dominic Chianese (Jack Vintano)
- Rodney Smith (Détective #2)
- Caleb & Christian Wallace (Vincent Martin)
- Darien Silles-Evans (Policier de l'ESU)

### Épisode 5:La Menace
- États-Unis /  Canada : 22 octobre 2010 sur CBS / CTV
- Suisse : 20 janvier 2011 sur TSR1
- Québec : 31 janvier 2012 sur Séries+
- France : 23 février 2012 sur M6
- Belgique : 11 mai 2012 sur RTL TVI

- États-Unis : 11,15 millions de téléspectateurs[15]
- Canada : 1,769 million de téléspectateurs[16]

- Yvonna Kopacz-Wright (Ava Hotchkiss)
- Amy Carlson (Linda Reagan)
- Nicholas Turturro(Sergent Anthony Renzulli)
- Tony Terraciano (Jack Reagan)
- Andrew Terraciano (Sean Reagan)
- Bruce Altman (Le maire)
- Michael Rispoli (Vitale)
- Robert John Burke (Jyle Hogan)
- Rober Lenzi (Hot Dog)
- Waleed F. Zuaiter (Adam Hassan)
- Kerry Butler (Mary Jo Clarkson)
- Mousa Kraish (Khalid Hassan / Steve Hassan)
- Aiden Eyrick (Jacob Hassan)
- James Naughton (Chef Bell)
- Hassan Manning (Jason)
- Sevan Greene (Technicien)
- Joseph Latimore (Pat Mills)

### Épisode 6:L'École de tous les dangers
- États-Unis /  Canada : 29 octobre 2010 sur CBS / CTV
- Suisse : 20 janvier 2011 sur TSR1
- Québec : 7 février 2012 sur Séries+
- France : 23 février 2012 sur M6
- Belgique : 11 mai 2012 sur RTL TVI

- États-Unis : 11,62 millions de téléspectateurs[17]
- Canada : 1,72 million de téléspectateurs[18]

- Jennifer Esposito (Jackie Curatola)
- Amy Carlson (Linda Reagan)
- Nicholas Turturro (Sergent Anthony Renzulli)
- Tony Terraciano (Jack Reagan)
- Andrew Terraciano (Sean Reagan)
- Dylan Moore (Sydney Davenport)
- Sami Gayle (Nicky Reagan-Boyle)
- Robert John Burke (Hogan)
- Ella Rae Peck (Caitlin Brayer)
- Yoriko Haraguchi (Rachel)
- Shannon Janai Thornton (Sara)
- Alice Kremelberg (Alyson Duvitz)
- Leland Alexander Wheeler (Billy Romero)
- Jason Dyer (Mekhi Allen)
- Dina Pearlman (Marla Kanelos)
- Sean Cullen (Tom Breyer)
- David Aaron Baker (Père Leo)
- Kristen Bush (Carol Hoffman)
- Peter Gerety (Evèque Donovan)
- Alex Charak (Wayne Foster)
- Karen Culp (Madame Foster)
- Mark Lotito (Monsieur Foster)
- Ariel Bonilla (Oscar)
- Timothy Smallwood (David Carvell)
- Frank Fortunato (Officier en uniforme)
- Bruce Winant (Scott Rosen)

### Épisode 7:L'Ombre d'un frère
- États-Unis /  Canada : 5 novembre 2010 sur CBS / CTV
- Suisse : 27 janvier 2011 sur TSR1
- Québec : 14 février 2012 sur Séries+
- France : 1er mars 2012 sur M6
- Belgique : 18 mai 2012 sur RTL TVI

- États-Unis : 10,31 millions de téléspectateurs[19]
- Canada : 1,602 million de téléspectateurs[20]

- Yvonna Kopacz-Wright (Ava Hotchkiss)
- Amy Carlson (Linda Reagan)
- Nick Turturro (Sergent Anthony Renzulli)
- Tony Terraciano (Jack Reagan)
- Andrew Terraciano (Sean Reagan)
- Dylan Moore (Sydney Davenport)
- Bruce Altman (Le maire)
- Tony Terraciano (Jack Reagan)
- Bobby Cannavale (Charles Rosselini)
- Adam Mucci (Linkner)
- Max Arciniega (Esteban Torres)
- Francis Capra (Pablo Torres)
- Michael Rivera (Le ronchon)
- Dominic Colon (Omar Vasquez)
- Danny Henriquez (Chavo)
- Luis Moco (Louie Suarrez)
- Margaret Anne Florence (Angela)
- Alejandra Reyes (Babymama)
- Ray Weiderhold (Sergent de l'ESU)

### Épisode 8:Du bon et du mauvais
- États-Unis /  Canada : 12 novembre 2010 sur CBS / CTV
- Suisse : 27 janvier 2011 sur TSR1
- Québec : 21 février 2012 sur Séries+
- France : 1er mars 2012 sur M6
- Belgique : 18 mai 2012 sur RTL TVI

- États-Unis : 10,57 millions de téléspectateurs[21]
- Canada : 1,63 million de téléspectateurs[22]

- Jennifer Esposito (Jackie Curatola)
- Amy Carlson (Linda Reagan)
- Nick Turturro (Sergent Anthony Renzulli)
- Tony Terraciano (Jack Reagan)
- Andrew Terraciano (Sean Reagan)
- Dylan Moore (Sydney Davenport)
- Sami Gayle (Nicky Reagan-Boyle)
- Andrea Roth (Kelly Davidson)
- Colleen Clinton (Agent Anderson)
- Ruth Zhang (Propriétaire de magasin)
- Ed Wheeler (Conseiller Welch)
- Hoon Lee (Détective Tuan)
- Jennifer Lim (Wai-Chee)
- Abigail Hawk (Baker)
- Nick Sandow (Lieutenant Bello)
- Tom Titone (Avocat PBA)
- James Chen (Nelson Chiu)
- Doua Moua (Big Eyes)
- James Saito (Dennis Eng)
- Jo-Anne Lee (Réceptionniste de la clinique)
- Wai Ching Ho (L'étranger)
- Scott Cohen (Dr Warren Wakefield)
- Michelle Krusiec (Nancy Wakefield)
- Ali Marsh (Patricia Restin)
- Chris Beetem (en) (Matthew Restin)
- Nadia Gan (Ming-Tai)
- Phil Nee (Dr Yi)

### Épisode 9:Encore et toujours
- États-Unis /  Canada : 19 novembre 2010 sur CBS / CTV
- Suisse : 2 février 2011 sur TSR1
- Québec : 28 février 2012 sur Séries+
- France : 1er mars 2012 sur M6
- Belgique : 25 mai 2012 sur RTL TVI

- États-Unis : 11,36 millions de téléspectateurs[23]
- Canada : 1,608 million de téléspectateurs[24]

- Jennifer Esposito (Jackie Curatola)
- Amy Carlson (Linda Reagan)
- Nick Turturro (Sergent Anthony Renzulli)
- Tony Terraciano (Jack Reagan)
- Andrew Terraciano (Sean Reagan)
- Sami Gayle (Nicky Reagan-Boyle)
- Abigail Hawk (Baker)
- Andrea Roth (Kelly Davidson)
- Bruce Altman (Le maire)
- Jessica Collins (Becky Watalski)
- Toby Leonard Moore (Richard "Dick" Reed)
- Patrick Murney (James Ratchet)
- Henry Zebrowski (Hugh Stayton)
- Bianca Amato (Cindy Reed)
- Preston Simpson (Détective Gerken)
- Hannelore Williams (Rosie Gutierrez)
- Joey Auzenne (Raymondo "Mondo" Gutierrez)
- Anthony Pierini (Raymondo Gutierrez Jr)
- Michelle Hurst (Conseillère Collins)
- Rey Lucas (Miguel)
- Mike DiSalvo (Reporter)
- Tibor Feldman (Dr Craig Easterbrook)
- Erin Mackey (Rachel)
- Clark Jackson (BB Walker)
- Colleen Clinton (Agent Anderson)

### Épisode 10:Les Rois de la nuit
- États-Unis /  Canada : 3 décembre 2010 sur CBS / CTV
- Suisse : 2 février 2011 sur TSR1
- Québec : 6 mars 2012 sur Séries+
- France : 8 mars 2012 sur M6
- Belgique : 25 mai 2012 sur RTL TVI

- États-Unis : 11,32 millions de téléspectateurs[25]
- Canada : 1,756 million de téléspectateurs[26]

- Amy Carlson (Linda Reagan)
- Tony Terraciano (Jack Reagan)
- Andrew Terraciano (Sean Reagan)
- Sami Gayle (Nicky Reagan-Boyle)
- Manley Pope (Richard King)
- Arianna Hoeppner (Fille)
- Erik Hegner (Garçon)
- Kieran Campion (Vince Walker)
- Taylor Gildersleeve (Fille # 2)
- Josh Tower (Policier)
- Gloria Votsis (Sabrina Glick)
- Gary Basaraba (Jimmy Burke)
- Rob Leo Roy (L'avocate de Vince)
- Li Jun Li (Nicka)
- Christopher Mann (Commissaire de police)
- Caitlin Fitzgerald (Benita Jean)
- Richard Short (Lemon)
- Joan Rosenfels (Molly Griffin)
- Carrie Yaeger (L'avocat de Sabrina)
- Mark Hattan (Détective)
- Andrea Navedo (Lydia Gonsalves)

### Épisode 11:Les Fantômes du passé
- États-Unis /  Canada : 19 janvier 2011 sur CBS / CTV
- Suisse : 9 février 2011 sur TSR1
- Québec : 13 mars 2012 sur Séries+
- France : 8 mars 2012 sur M6
- Belgique : 1er juin 2012 sur RTL TVI

- États-Unis : 12,3 millions de téléspectateurs[27]
- Canada : 1,598 million de téléspectateurs[28]

- Amy Carlson (Linda Reagan)
- Sami Gayle (Nicky Reagan-Boyle)
- Tony Terraciano (Jack Reagan)
- Andrew Terraciano (Sean Reagan)
- Nick Turturro (Sergent Anthony Renzulli)
- Abigail Hawk (Baker)
- Gwynneth Bensen (Anna Zoltin)
- Donnie Keshawarz (John "Johnny" Vega)
- Christine Evangelista (Jolene Demaine)
- David Beach (Bruce Bruckner)
- James McCaffrey (Bill Carter)
- Jon Lindstrom (Juge Jake Fenton)
- Brit Whittle (David Marwick)
- Stephen Barker Turner (Richard Hansen)
- Chip Brookes (Stuart Lemarque)
- Kristin Griffith (Laura Gates)
- Michael T. Weiss (Sonny Malevsky)
- Michael Lewis (Todd Conelli)
- Carter Roy (Vincent Pellegrino)
- James Villemaire (Tom Henkes)
- Sean Weil (Theodore "Ted" Wessel)

### Épisode 12:Little Odessa
- États-Unis /  Canada : 26 janvier 2011 sur CBS / CTV
- Suisse : 9 février 2011 sur TSR1
- Québec : 20 mars 2012 sur Séries+
- France : 8 mars 2012 sur M6
- Belgique : 1er juin 2012 sur RTL TVI

- États-Unis : 12,1 millions de téléspectateurs[29]
- Canada : 1,662 million de téléspectateurs[30]

- Amy Carlson (Linda Reagan)
- Sami Gayle (Nicky Reagan-Boyle)
- Tony Terraciano (Jack Reagan)
- Andrew Terraciano (Sean Reagan)
- Nick Turturro (Sergent Anthony Renzulli)
- Abigail Hawk (Baker)
- Bruce Altman (Le maire)
- Bobby Cannavale (Charles Rossellini)
- Lola Glaudini (Anna Vaiakovsky)
- Olek Krupa (Maximilian Grushenko)
- Sofia Sokolov (Sofya Vaiakovsky)
- Pawel Szajda (Sergei Sokolov)
- Luke Robertson (Boris Livinenkov)
- Topher Mikels (Mischa Grushenko)
- Anna Eilinsfeld (Svetlana Bayul)
- Vladimir Bibic (Yuri)
- Dylan Chalfy (Kevin Firestone)
- Ralph Byers (Randy Saint-Clair)
- Larisa Polonsky (Chelsea Cole)
- Josh Casaubon (Josh Saunders)
- Jimmy Palumbo (Chef Winston)
- Mahira Kakkar (Docteur Gupta)
- Mat Hostetler (Bagagiste)
- Dieter Riesle (Vladmir Sarbonis)

### Épisode 13:Menace terroriste
- États-Unis /  Canada : 2 février 2011 sur CBS / CTV
- Suisse : 16 février 2011 sur TSR1
- Québec : 27 mars 2012 sur Séries+
- France : 15 mars 2012 sur M6
- Belgique : 8 juin 2012 sur RTL TVI

- États-Unis : 11,31 millions de téléspectateurs[31]
- Canada : 1,576 million de téléspectateurs[32]

- Amy Carlson (Linda Reagan)
- Sami Gayle (Nicky Reagan-Boyle)
- Tony Terraciano (Jack Reagan)
- Andrew Terraciano (Sean Reagan)
- Nick Turturro (Sergent Anthony Renzulli)
- Abigail Hawk (Baker)
- Sanjit De Silva (Sammy Khan / Samir Muhammad)
- Tim Wright (Entraineur)
- Kelvin Hale (Détective Hawks)
- Matt Servitto (Soren)
- Ramsey Faragallah (Imam)
- Heather Lind (Melissa Samuels)
- Karen Shallo (Madame Meyers)
- Faran Tahir (Rahim Davi)
- Robert Clohessy (Sergent Gormley)
- Scott Winters (Docteur)
- Debargo Sanyal (Malik)
- Ami Sheth (Farrah Amed)
- Lohrasp Kansara (Raheem Dahi)

### Épisode 14:Mortelle Saint-Valentin
- États-Unis /  Canada : 9 février 2011 sur CBS / CTV
- Suisse : 23 février 2011 sur TSR1
- Québec : 3 avril 2012 sur Séries+
- France : 15 mars 2012 sur M6
- Belgique : 8 juin 2012 sur RTL TVI

- États-Unis : 11,8 millions de téléspectateurs[33]
- Canada : 1,583 million de téléspectateurs[34]

- Amy Carlson (Linda Reagan)
- Sami Gayle (Nicky Reagan-Boyle)
- Tony Terraciano (Jack Reagan)
- Andrew Terraciano (Sean Reagan)
- Nick Turturro (Sergent Anthony Renzulli)
- Bobby Cannavale (Charles Rossellini)
- Abigail Hawk (Baker)
- Paige Turco (Détective Ryan)
- Amy Wilson (Elaine Carson)
- Ryann Shane (Chloe Carson)
- Sam Robards (Roger Carson)
- Annie Q (Lila)
- Lucy Walters (Vanessa Morris)
- Brad Calcaterra (Taze)
- Todd Faulkner (Officier du TARU)
- Olga Merediz (Inez)
- Khan Baykal (Lizard)
- Jason Jurman (Jeffrey)
- David Shih (Technicien du CSU)
- John Bedford Lloyd (Vincenzo)

### Épisode 15:Le Bon Fils
- États-Unis /  Canada : 18 février 2011 sur CBS / CTV
- Suisse : 2 mars 2011 sur TSR1
- Québec : 10 avril 2012 sur Séries+
- France : 15 mars 2012 sur M6
- Belgique : 15 juin 2012 sur RTL TVI

- États-Unis : 11,16 millions de téléspectateurs[35]
- Canada : 1,769 million de téléspectateurs[36]

- Amy Carlson (Linda Reagan)
- Sami Gayle (Nicky Reagan-Boyle)
- Tony Terraciano (Jack Reagan)
- Andrew Terraciano (Sean Reagan)
- Nick Turturro (Sergent Anthony Renzulli)
- Abigail Hawk (Baker)
- AC Davison (Pete Johnson)
- Kevin O'Rourke (Monseigneur Walter Donahue)
- Victor Verhaeghe (Dave Greenwald)
- Stuart Zagnit (Karl)
- Otto Sanchez (Diego)
- Patricia Kalember (Docteur Keller)
- Rio Puertollano (Esteban)
- EJ Bonilla (Julio)
- Tracy Howe (Rory Brennan)
- John Bedford Lloyd (Vincenzo)
- Jack Gwaltney (Kevin Brennan)
- Ernesto Rosas (Barman)
- Fiona Choi (Technicien)
- Mark Margolis (Whitey Brennan)
- Nneoma Nkuku (Easter)
- Mark Zeisler (Président Travis)
- Jim Ireland (Dr Barnard)

### Épisode 16:Jeune et innocente
- États-Unis /  Canada : 25 février 2011 sur CBS / CTV
- Suisse : 9 mars 2011 sur TSR1
- Québec : 17 avril 2012 sur Séries+
- France : 22 mars 2012 sur M6
- Belgique : 15 juin 2012 sur RTL TVI

- États-Unis : 11,65 millions de téléspectateurs[37]
- Canada : 1,963 million de téléspectateurs[38]

- Amy Carlson (Linda Reagan)
- Sami Gayle (Nicky Reagan-Boyle)
- Tony Terraciano (Jack Reagan)
- Andrew Terraciano (Sean Reagan)
- Nick Turturro (Sergent Anthony Renzulli)
- Abigail Hawk (Baker)
- Catherine Blades (Darcy)
- Matt Shingledecker (Rob)
- Marceline Hugot (en) (Madame Carmichael)
- Selenis Leyva (Médecin-Légiste Craig)
- Noelle Beck (Sue Connors)
- Stevie Steel (Betsy Vickers)
- Jo Armenoix (Tiffany)
- Angel Caban (Nestor)
- Donovan Patton (Bellhop)
- Marcus Carl Franklin (Tom MacKey)
- Andrew Halliday (Directeur d'hôtel)
- Neal Matarazzo (Monsieur Vickers)
- Julia Gibson (Madame Vickers)
- Griffin Newman (Sam Johnson)
- Robert Clohessy (Sergent Gormley)
- Austin Lysy (Howard Markham)
- Darlene Violette (Serveuse)
- Jake Boyd (Marshall Huntington)
- Richard Shoberg (Truscott Huntington)

### Épisode 17:Silver Star
- États-Unis /  Canada : 11 mars 2011 sur CBS / CTV
- Suisse : 16 mars 2011 sur TSR1
- Québec : 24 avril 2012 sur Séries+
- France : 22 mars 2012 sur M6
- Belgique : 22 juin 2012 sur RTL TVI

- États-Unis : 11,6 millions de téléspectateurs[39]
- Canada : 1,479 million de téléspectateurs[40]

- Amy Carlson (Linda Reagan)
- Sami Gayle (Nicky Reagan-Boyle)
- Tony Terraciano (Jack Reagan)
- Andrew Terraciano (Sean Reagan)
- Nick Turturro (Sergent Anthony Renzulli)
- Abigail Hawk (Baker)
- Robert Clohessy (Sergent Gormley)
- Bruce Altman (Le maire)
- Noelle Beck (Sue Connors)
- Daniel Gerroll (Ray Curston)
- Neal Bledsoe (Troy Cassidy)
- Joseph Sikora (Mark Phelan)
- Michael Izquierdo (Ian Seroy)
- Aaron Dean Eisenberg (Michael Oates)
- Francesca McLaughlin (Sissy)
- Ian Blackman (Avocat)
- Louisa Krause (Kimberly Lane)
- Paul Amodeo (Prêtre)
- Samuel Smith (L'homme de la sécurité)
- Raul Aranas (Commis de comptoir)
- Jose Ramon Rosario (Francisco Lopez)
- Anthony Mangano (Policier)
- Izzy Ruiz (Officier 1)
- Leia Thompson (Serveuse)

### Épisode 18:Témoin à charge
- États-Unis /  Canada : 1er avril 2011 sur CBS / CTV
- Suisse : 6 avril 2011 sur TSR1
- Québec : 1er mai 2012 sur Séries+
- France : 22 mars 2012 sur M6
- Belgique : 22 juin 2012 sur RTL TVI

- États-Unis : 10,92 millions de téléspectateurs[41]
- Canada : 1,794 million de téléspectateurs[42]

- Amy Carlson (Linda Reagan)
- Sami Gayle (Nicky Reagan-Boyle)
- Tony Terraciano (Jack Reagan)
- Andrew Terraciano (Sean Reagan)
- Nick Turturro (Sergent Anthony Renzulli)
- Abigail Hawk (Baker)
- Vincent Laresca (Reymundo Salazar)
- Rudy Mungary (Jorge Lupino)
- Miles Grose (Luis Rodriguez)
- Stephanie Berry (Madame Taylor)
- Corey Parker Robinson (Mark Taylor)
- Jim True-Frost (Lyle Greene)
- Amanda Setton (Sylvia Montoya)
- Juan Javier Cardenas (Faux Détective)
- Valence Thomas (Reporter 1)
- Patrick Oliver Jones (Reporter 2)
- Bruno Irizarry (Détective de brigade)
- Gavin-Keith Umeh (Rocco Jenson)
- Jeremy Dash (Membre de gang tatoué)

### Épisode 19:Le Calice de la mort
- États-Unis /  Canada : 8 avril 2011 sur CBS / CTV
- Suisse : 13 avril 2011 sur TSR1
- Québec : 8 mai 2012 sur Séries+
- France : 29 mars 2012 sur M6
- Belgique : 29 juin 2012 sur RTL TVI

- États-Unis : 10,71 millions de téléspectateurs[43]
- Canada : 1,664 million de téléspectateurs[44]

- Amy Carlson (Linda Reagan)
- Sami Gayle (Nicky Reagan-Boyle)
- Tony Terraciano (Jack Reagan)
- Andrew Terraciano (Sean Reagan)
- Nick Turturro (Sergent Anthony Renzulli)
- Marc Bouwer (lui-même)
- Laurie Williams (Wendy Likner)
- Sonya Harum (Sophie Likner)
- Annalaina Marks (Atlanta / Lisa Jennings)
- Hank Chen (Harry Bell)
- Andrew Pastides (Dorian)
- Karolina Muller (Milli Sky)
- Marina Squerciati (Cameron Swanson)
- Kate Udall (Lara)
- Alysia Reiner (Hannah)
- Brian Walters (Gars)
- Matthew Tyler Risch (Jonathan Pink)
- Eddie Allen (David Drexler)
- Mike Houston (Policier en uniforme)
- Stacey Yen (Docteur)
- Peter Gerety (Evêque Donovan)
- John Dossett (Père McMurray)

### Épisode 20:Tout ce qui brille
- États-Unis /  Canada : 29 avril 2011 sur CBS / CTV
- Suisse : 4 mai 2011 sur TSR1
- Québec : 15 mai 2012 sur Séries+
- France : 29 mars 2012 sur M6
- Belgique : 29 juin 2012 sur RTL TVI

- États-Unis : 10,06 millions de téléspectateurs[45]
- Canada : 1,486 million de téléspectateurs[46]

- Amy Carlson (Linda Reagan)
- Sami Gayle (Nicky Reagan-Boyle)
- Tony Terraciano (Jack Reagan)
- Andrew Terraciano (Sean Reagan)
- Nick Turturro (Sergent Anthony Renzulli)
- Abigail Hawk (Baker)
- Tara Westwood (Margaret Olson)
- George Merrick (Lance Olson)
- Liz Fye (Maya Westworth)
- Julia Haubner (Diner)
- Chad Lindsey (Jeune Officier)
- Stephen Bienskie (Gérant du Restaurant)
- Gregory Jbara (Garrett Moore)
- Marc Bonan (Brian Straton)
- Thomas Poarch (Reporter # 1)
- Gameela Wright (Reporter # 2)
- Jennifer Restivo (Laura Taylor)
- Noelle Beck (Sue Connors)
- David Brown (Propriétaire de bateau)
- Alison Campbell (Jeune femme)
- Gbenga Akinnagbe (Pierre Dornet)
- Paul Robert Jones (Cameraman)
- Tracy Sallows (Leslie)
- Greg Connolly (Mark)
- John Patrick Hayden (Carl Perry)
- Neal Mayer (Reporter # 3)
- Matt DeCapua (Reporter # 4)
- Nick Sandow (Lieutenant Bello)

### Épisode 21:Le Coupable idéal
- États-Unis /  Canada : 6 mai 2011 sur CBS / CTV
- Suisse : 11 mai 2011 sur TSR1
- Québec : 22 mai 2012 sur Séries+
- France : 29 mars 2012 sur M6
- Belgique : 6 juillet 2012 sur RTL TVI

- États-Unis : 10,38 millions de téléspectateurs[47]
- Canada : 1,456 million de téléspectateurs[48]

- Amy Carlson (Linda Reagan)
- Tony Terraciano (Jack Reagan)
- Andrew Terraciano (Sean Reagan)
- Nick Turturro (Sergent Anthony Renzulli)
- Abigail Hawk (Baker)
- Bruce Altman (Le maire)
- Michael T. Weiss (Sonny Malevsky)
- Nick Sandow (Lieutenant Bello)
- Andrea Navedo (Yolanda Gonsalves)
- Nathaniel Marston (Ronnie Cleary)
- Gretchen Egolf (Ann Cleary)
- Sean Patrick Reilly (Al Cleary)
- Jane Dashow (Voisin)
- Benton Greene (Officier)
- Darien Sills-Evans (L'homme de l'ESU)
- Tijuana Ricks (La femme de l'ESU)
- Gregory Jbara (Garrett Moore)

### Épisode 22:Les Templiers de l'ordre
- États-Unis /  Canada : 13 mai 2011 sur CBS / CTV
- Suisse : 18 mai 2011 sur TSR1
- Québec : 29 mai 2012 sur Séries+
- France : 29 mars 2012 sur M6
- Belgique : 6 juillet 2012 sur RTL TVI

- États-Unis : 11,79 millions de téléspectateurs[49]
- Canada : 1,799 million de téléspectateurs[50]

- Amy Carlson (Linda Reagan)
- Sami Gayle (Nicky Reagan-Boyle)
- Tony Terraciano (Jack Reagan)
- Andrew Terraciano (Sean Reagan)
- Michael T. Weiss (Sonny Malevsky)
- Jim Nuciforo (lui-même)
- Nick Sandow (Lieutenant Bello)
- Ezra Knight (Don Sperling)
- Natalie Knepp (Laura Peck)
- Mike Colter (Cliff Reacher)
- Michael J. Burg (Détective Trotta)
- Robert Turano (Capitaine)
- James Snyder (Billy Coffin)
- Becky London (Alice O'Brien)
- John Speredakos (Gerry O'Brien)
- Jordan Lage (Damon Camia)
- Camilo Almonacid (Serveur)
- John Mainieri (Père Duff)
- Shaun Kevlin (Buchanan)
- Mark Armstrong (Atwater)
- Richard Lyntton (Touriste allemand)